# بیدار شو آرزو
بیدار شو آرزو فیلمی به کارگردانی و نویسندگی کیانوش عیاری محصول سال ۱۳۸۳ است.
این فیلم که با موضوع زلزلهٔ بم مقابل دوربین رفت، با وجود گذشت ۱۳ سال از تولید آن فرصت اکران عمومی پیدا نکرده بود. تا اینکه در آذر ماه ۱۳۹۶ با مشارکت بنیاد سینمایی فارابی در گروه «هنر و تجربه» اکران خود را روی پرده سینما آغاز کرد.
کیانوش عیاری دربارهٔ این فیلمش گفته‌است: «عذرخواهی می‌کنم چراکه این فیلم همانند زلزله تلخ است. این را به حساب اغراق نگذارید، بگذارید به حساب برخورد حسی سازندگان با این واقعه.»

## بازیگران
- بهناز جعفری
- مهران رجبی
- مهدی جعفری
- محمدحسین اکبری
- احسان رضوانی
- سحر سالاری
- زینب زمانی

## جوایز
- برنده سیمرغ بلورین بهترین اثر هنر و تجربه
- برنده سیمرغ بلورین بهترین دستاورد هنری و فنی (در بخش مسابقه بين الملل)
- برنده سیمرغ بلورین بهترین کارگردانی (در بخش مسابقه بین‌الملل)[۳]